# أهواتشابان
أهواتشابان (بالإنجليزية: Ahuachapán)‏ هي مدينة، تتبع إدارة أهواشابان، بلغ عدد سكانها 110511  نسمة، في 2014، تبلغ مساحتها 251.19 كيلومتر مربع.

## المناخ
يظهر الجدول التالي التغييرات المناخية على مدار السنة لأهواتشابان:
| البيانات المناخية لـأهواتشابان                            | البيانات المناخية لـأهواتشابان | البيانات المناخية لـأهواتشابان | البيانات المناخية لـأهواتشابان | البيانات المناخية لـأهواتشابان | البيانات المناخية لـأهواتشابان | البيانات المناخية لـأهواتشابان | البيانات المناخية لـأهواتشابان | البيانات المناخية لـأهواتشابان | البيانات المناخية لـأهواتشابان | البيانات المناخية لـأهواتشابان | البيانات المناخية لـأهواتشابان | البيانات المناخية لـأهواتشابان | البيانات المناخية لـأهواتشابان |
| الشهر                                                     | يناير                          | فبراير                         | مارس                           | أبريل                          | مايو                           | يونيو                          | يوليو                          | أغسطس                          | سبتمبر                         | أكتوبر                         | نوفمبر                         | ديسمبر                         | المعدل السنوي                  |
| --------------------------------------------------------- | ------------------------------ | ------------------------------ | ------------------------------ | ------------------------------ | ------------------------------ | ------------------------------ | ------------------------------ | ------------------------------ | ------------------------------ | ------------------------------ | ------------------------------ | ------------------------------ | ------------------------------ |
| متوسط درجة الحرارة الكبرى °م (°ف)                         | 30.2 (86.4)                    | 31.5 (88.7)                    | 32.9 (91.2)                    | 33.4 (92.1)                    | 31.9 (89.4)                    | 30.1 (86.2)                    | 30.0 (86.0)                    | 30.0 (86.0)                    | 29.4 (84.9)                    | 29.4 (84.9)                    | 29.6 (85.3)                    | 29.8 (85.6)                    | 30.7 (87.3)                    |
| المتوسط اليومي °م (°ف)                                    | 23.6 (74.5)                    | 24.6 (76.3)                    | 25.6 (78.1)                    | 26.5 (79.7)                    | 26.1 (79.0)                    | 24.9 (76.8)                    | 24.8 (76.6)                    | 24.8 (76.6)                    | 24.5 (76.1)                    | 24.4 (75.9)                    | 24.0 (75.2)                    | 23.6 (74.5)                    | 24.8 (76.6)                    |
| متوسط درجة الحرارة الصغرى °م (°ف)                         | 17.1 (62.8)                    | 17.5 (63.5)                    | 18.3 (64.9)                    | 19.6 (67.3)                    | 20.2 (68.4)                    | 19.8 (67.6)                    | 19.6 (67.3)                    | 19.6 (67.3)                    | 19.6 (67.3)                    | 19.3 (66.7)                    | 18.4 (65.1)                    | 17.5 (63.5)                    | 18.9 (66.0)                    |
| الهطول مم (إنش)                                           | 1 (0.0)                        | 2 (0.1)                        | 8 (0.3)                        | 33 (1.3)                       | 151 (5.9)                      | 303 (11.9)                     | 285 (11.2)                     | 287 (11.3)                     | 320 (12.6)                     | 143 (5.6)                      | 36 (1.4)                       | 5 (0.2)                        | 1٬574 (62.0)                   |
| متوسط الرطوبة النسبية (%)                                 | 66                             | 66                             | 65                             | 66                             | 74                             | 80                             | 77                             | 79                             | 83                             | 78                             | 72                             | 69                             | 73                             |
| المصدر: Ministerio de Medio Ambiente y Recursos Naturales |                                |                                |                                |                                |                                |                                |                                |                                |                                |                                |                                |                                |                                |

## مدن توأم
المدن التوأم:
- سان خوسيه، كوستاريكا.

## أعلام
- ألفارو ماغانيا
- فرانسيسكو مينينديز فالديفيسو
- فرانك فيلاسكيز
- سانتياغو خوسيه سيليس